# نوسدورف ام این
نوسدورف ام این (به آلمانی: Nußdorf am Inn) یک شهر در آلمان است که در بایرن واقع شده‌است.

## خصوصیات
نوسدورف ام این ۲۸٫۶۱ کیلومترمربع مساحت دارد ۴۶۵ متر بالاتر از سطح دریا واقع شده‌است.